# Christine Wand-Wittkowski
Christine Wand-Wittkowski (* 1960 in Castrop-Rauxel) ist eine deutsche Literaturwissenschaftlerin.

## Biographie
Nach ihrem Abitur 1979 am Castrop-Rauxeler Ernst-Barlach-Gymnasium studierte Christine Wand-Wittkowski von 1979 bis 1985 an der Ruhr-Universität Bochum Philosophie und Germanistik. Dort promovierte sie 1988 bei Eberhard Nellmann zum Dr. phil. Nach ihrem Referendariat 1988–1989 wandte sie sich wieder der universitären Wissenschaft zu und habilitierte sich 1998 (ebenfalls bei Nellmann) im Fachbereich der Germanistischen Mediävistik. Bis 2015 lehrte Wand-Wittkowski als Privatdozentin an der Ruhr-Universität Bochum literaturwissenschaftliche Germanistische Mediävistik.

## Veröffentlichungen (Auswahl)
- Wolfram von Eschenbach und Hartmann von Aue. Literarische Reaktionen auf Hartmann im Parzival. Herne 1989, 21992.
- Briefe im Mittelalter. Der deutschsprachige Brief als weltliche und religiöse Literatur. Herne 2000.
- Pfalzgräfin Mechthild und ihr literarischer Zirkel. Ein Irrtum der Mediävistik. In: Internationales Archiv für Sozialgeschichte der deutschen Literatur 30. H. 1 (2005) S. 1–27.
- Elegant – kultiviert – beschränkt. Höfische Kultur im Mittelalter. Bielefeld 2016.

## Nachweise
1. ↑  Germanistische Mediävistik. Archiviert vom Original am 27. Januar 2017; abgerufen am 27. Januar 2017.

| Personendaten    | Personendaten                       |
| ---------------- | ----------------------------------- |
| NAME             | Wand-Wittkowski, Christine          |
| KURZBESCHREIBUNG | deutsche Literaturwissenschaftlerin |
| GEBURTSDATUM     | 1960                                |
| GEBURTSORT       | Castrop-Rauxel                      |